# Zogno
Zogno (lombardul: Dógn) település Olaszországban, Lombardia régióban, Bergamo megyében. Lakosainak száma 8539 fő (2023. január 1.). Zogno Algua, Alzano Lombardo, Bracca, Val Brembilla, Costa Serina, Nembro, San Pellegrino Terme, Sedrina, Sorisole és Ponteranica községekkel határos.

## Népesség
A település lakossága az elmúlt években az alábbi módon változott:
| Lakosok száma | 9007 | 8926 | 8539 |
|               | 2017 | 2018 | 2023 |

## Közlekedés
A vasútállomást 1966-ban zárták be.